# ورا (اکلاهما)
ورا(به انگلیسی: Vera) شهری در ایالت اکلاهما کشور ایالات متحده آمریکا است که جمعیت آن در سرشماری سال ۲۰۱۰ میلادی، ۲۴۱ نفر بوده‌است.